# Bitwa pod Hexham
Bitwa pod Hexham – starcie zbrojne, które miało miejsce 15 maja 1464 roku. Bitwa oznaczała kres znaczącego oporu Domu Lancasterów w północnej Anglii we wczesnym okresie panowania Edwarda IV.
Bitwa miała miejsce w pobliżu miasteczka Hexham w hrabstwie Northumberland. John Neville, późniejszy 1. markiz Montague, stojący na czele sił liczących 3–4 tysiące ludzi, pokonał zbuntowanych Lancasterów. Większość ich przywódców, w tym Henryk Beaufort, 3. książę Somerset została ujęta i stracona. Jednak Henryk VI zdołał uciec na północ.
Gdy nie stało przywódców, jedynie kilka zamków pozostało w rękach buntowników. Gdy i te padły w ciągu roku, Edward IV nie miał poważnych przeciwników, dopóki hrabia Warwick nie zmienił swych zapatrywań przechodząc na stronę Lancasterów w roku 1469.

## Przed bitwą
Po boju pod Hedgeley Moor, Lancasterom nie udało się zapobiec negocjacjom pokojowym Yorków ze Szkotami w roku 1463 i wkrótce okazało się, że ich podstawy operacyjne na północy kraju są zagrożone. Zdecydowali wobec powyższego rozpocząć kampanię w północnej Anglii i zgromadzić jak najwięcej zwolenników, nim potężne siły Edwarda IV zdołają zebrać się w Leicester, by następnie ruszyć na północ i stłumić bunt.
Armia Lancasterów zaczęła przemieszczać się przez Northumberland w końcu kwietnia 1464 roku pod wodzą księcia Somerset, zbierając po drodze posiłki z zamków wielmożów wspierających ich, aż wreszcie w początku maja zatrzymali się obozem pod Hexham. Siły Yorków Johna Neville’a posuwały się na północ jako awangarda większej armii Edwarda IV, w rezultacie stanęły pod Hexham 14 maja 1464.

## Starcie
Szczegółów dotyczących przebiegu bitwy, składu i liczebności wojsk, prawie nie znamy, ale można przypuszczać, że nie była ona zbyt krwawa.
Obóz Lancasterów znajdował się w pobliżu mostu nad rzeką Devil’s Water nieco na południe od Hexham. Siły Yorków znalazły się na południowym brzegu rzeki Tyne w nocy 12/13 maja, a rankiem 14 maja mogły już zaatakować Hexham. Prawdopodobnie oddziały Yorków poruszały się ze znaczną prędkością, a zatem, mimo ostrzeżeń ich własnych zwiadowców, Lancasterowie mieli bardzo mało czasu na przygotowanie się do bitwy.
Przypuszcza się, że Somerset poprowadził w pośpiechu swe siły ku mostowi i podzielił je na trzy oddziały rozstawione na łące nad brzegiem Devil’s Water, gdzie miał zamiar związać bojem armię Yorków, zanim ta zajmie Hexham. Jednak nim jeszcze Lancasterowie zdołali zająć pozycje, siły Yorków zaatakowały z pobliskiego wzniesienia. Widząc idące do szarży rycerstwo Yorków prawe skrzydło Lancasterów pierzchło forsując nurt Devil’s Water i uciekając ku Hexham, zanim jeszcze bitwa się zaczęła. Reszta sił Somerseta znalazła się w beznadziejnej sytuacji, osaczona bez możliwości manewru; siły Yorków szybko przebyły wschodni kraniec łąki i uderzyły na zdezorientowanych lancasterskich żołnierzy.
Morale w szeregach tych ostatnich upadło i – po krótkim oporze – armia Somerseta została zepchnięta przez piechotę Yorków ku rzece. Podczas panicznej ucieczki wielu potonęło, a innych zabito, gdy próbowali wspinać się na strome i błotniste brzegi Devil’s Water. Pozostali, w tym większość dowódców, zaplątali się w gęstwinie pobliskiego lasu o nazwie West Dipton Wood na północnym brzegu rzeki, gdzie musieli się poddać.

## Efekty
John Neville w niczym nie przypominał Edwarda z jego skłonnością do pojednania. Po bitwie kazał ściąć trzydziestu lancasterskich przywódców, w tym nieszczęsnego księcia Somerset, co zostało wykonane na rynku w Hexham wieczorem tego samego dnia. William Tailboys został schwytany wkrótce potem, gdy uciekał na północ ze skrzynią króla Henryka, w której było 2000 funtów w złocie, a następnie również ścięty. Gdy zabrakło przywódców i pieniędzy, opór Lancasterów w północnej Anglii ustał. Ujęcie Henryka w Clitheroe, w Lancashire oznaczało prawdziwy koniec rebelii. Teraz nastał okres względnego spokoju, dopóki przejście hrabiego Warwicka na stronę Lancasterów w roku 1469 nie rozpaliło wojny na nowo.